# Фильмография Кэтрин Хепбёрн

## Фильмография Кэтрин Хепбёрн
За свою 66-летнюю карьеру Кэтрин Хепбёрн снялась в 44 художественных фильмах, 8 телевизионных фильмах и приняла участие в 33 театральных постановках. Её актёрская карьера охватывает широкий круг жанров, в их числе эксцентричные комедий, драмы и адаптации произведений крупнейших американских драматургов. Она появлялась на театральной сцене в каждое десятилетие с 1920-х до 1980-х годов, играя в пьесах Уильяма Шекспира, а также во многих других Бродвейских мюзиклах.

### Кинофильмы
| Год  |   | Русское название            | Оригинальное название         | Роль                    |
| ---- | - | --------------------------- | ----------------------------- | ----------------------- |
| 1932 | ф | Билль о разводе             | A Bill of Divorcement         | Сидни Ферфилд           |
| 1933 | ф | Кристофер Стронг            | Christopher Strong            | леди Синтия Даррингтон  |
| 1933 | ф | Ранняя слава                | Morning Glory                 | Ева Лавлейс             |
| 1933 | ф | Маленькие женщины           | Little Women                  | Джозефина «Джо» Марч    |
| 1934 | ф | Злючка                      | Spitfire                      | Триггер Хикс            |
| 1934 | ф | Маленький священник         | The Little Minister           | Барбара «Бебби»         |
| 1935 | ф | Разбитые сердца             | Break of Hearts               | Констанс Дэйн Роберти   |
| 1935 | ф | Элис Адамс                  | Alice Adams                   | Элис Адамс              |
| 1935 | ф | Сильвия Скарлетт            | Sylvia Scarlett               | Сильвия Скарлетт        |
| 1936 | ф | Мария Шотландская           | Mary of Scotland              | Мария Стюарт            |
| 1936 | ф | Женщина восстаёт            | A Woman Rebels                | Памела Тислуэйт         |
| 1937 | ф | Достойная улица             | Quality Street                | Фиби Тросселл           |
| 1937 | ф | Служебный вход в театр      | Stage Door                    | Терри Рэндалл Симс      |
| 1938 | ф | Воспитание крошки           | Bringing Up Baby              | Сьюзан Вэнс             |
| 1938 | ф | Праздник                    | Holiday                       | Линда Сетон             |
| 1940 | ф | Филадельфийская история     | The Philadelphia Story        | Трейси Саманта Лорд     |
| 1942 | ф | Женщина года                | Woman of the Year             | Тэсс Хардинг            |
| 1942 | ф | Хранитель пламени           | Keeper of the Flame           | Кристин Форрест         |
| 1943 | ф | Солдатский клуб             | Stage Door Canteen            | в роли самой себя       |
| 1944 | ф | Семя дракона                | Dragon Seed                   | Джейд Тэн               |
| 1945 | ф | Без любви                   | Without Love                  | Джейми Роуэн            |
| 1946 | ф | Подводное течение           | Undercurrent                  | Энн Хэмилтон            |
| 1947 | ф | Море травы                  | The Sea of Grass              | Льюти Кэмерон           |
| 1947 | ф | Песня о любви               | Song of Love                  | Клара Шуман             |
| 1948 | ф | Государство союза           | State of the Union            | Мэри Мэттьюз            |
| 1949 | ф | Ребро Адама                 | Adam's Rib                    | Аманда Боннер           |
| 1951 | ф | Африканская королева        | The African Queen             | Роуз Сэйер              |
| 1952 | ф | Пэт и Майк                  | Pat and Mike                  | Патриша «Пэт» Пембертон |
| 1955 | ф | Лето                        | Summertime                    | Джейн Хадсон            |
| 1956 | ф | Продавец дождя              | The Rainmaker                 | Лиззи Карри             |
| 1956 | ф | Железная нижняя юбка        | The Iron Petticoat            | Винка Ковеленко         |
| 1957 | ф | Кабинетный гарнитур         | Desk Set                      | Банни Уотсон            |
| 1959 | ф | Внезапно, прошлым летом     | Suddenly, Last Summer         | Вайолет Винейбл         |
| 1962 | ф | Долгий день уходит в ночь   | Long Day's Journey Into Night | Мэри Тайрон             |
| 1967 | ф | Угадай, кто придёт к обеду? | Guess Who's Coming to Dinner  | Кристина Дрейтон        |
| 1968 | ф | Лев зимой                   | The Lion in Winter            | Алиенора Аквитанская    |
| 1969 | ф | Безумная из Шайо            | The Madwoman of Chaillot      | Аурелия                 |
| 1971 | ф | Троянки                     | The Trojan Women              | Гекуба                  |
| 1973 | ф | Неустойчивое равновесие     | A Delicate Balance            | Агнес                   |
| 1975 | ф | Рустер Когберн              | Rooster Cogburn               | Юла Гуднайт             |
| 1978 | ф | Вышел зайчик полетать       | Olly, Olly, Oxen Free         | мисс Падд               |
| 1981 | ф | На золотом озере            | On Golden Pond                | Этель Тэйер             |
| 1985 | ф | Грейс Куигли                | Grace Quigley                 | Грейс Куигли            |
| 1994 | ф | Любовная история            | Love Affair                   | Джинни                  |

### Телевизионные фильмы
| Год  |    | Русское название            | Оригинальное название         | Роль               |
| ---- | -- | --------------------------- | ----------------------------- | ------------------ |
| 1973 | тф | Стеклянный зверинец         | The Glass Menagerie           | Аманда Уингфилд    |
| 1975 | тф | Любовь среди руин           | Love Among the Ruins          | Джессика Медликотт |
| 1979 | тф | Кукуруза зелена             | The Corn is Green             | мисс Лили Моффет   |
| 1986 | тф | Миссис Делафилд хочет замуж | Mrs. Delafield Wants to Marry | Маргарет Делафилд  |
| 1988 | тф | Здесь спала Лора Лэнсинг    | Laura Lansing Slept Here      | Лора Лэнсинг       |
| 1992 | тф | Мужчина этажом выше         | The Man Upstairs              | Виктория Браун     |
| 1994 | тф | Это не может быть любовью   | This Can't Be Love            | Марион Беннетт     |
| 1994 | тф | Одно Рождество              | One Christmas                 | Корнелия Бомонт    |

### Документальные фильмы
| Год  |     | Русское название                                | Оригинальное название                                    | Роль       |
| ---- | --- | ----------------------------------------------- | -------------------------------------------------------- | ---------- |
| 1941 | док | Женщины в обороне                               | Women in Defense                                         | рассказчик |
| 1946 | док | Американский символ веры                        | American Greed                                           | рассказчик |
| 1985 | док | Спенсер Трейси: Дань уважения от Кэтрин Хепбёрн | The Spencer Tracy Legacy: A Tribute by Katharine Hepburn | ведущая    |
| 1993 | док | Кэтрин Хепбёрн: Всё обо мне                     | Katharine Hepburn: All About Me                          | ведущая    |